# Olena Fedorova
Olena Olehivna Fedorova (in ucraino Олена Олегівна Федорова?; Mykolaïv, 14 novembre 1986) è una tuffatrice ucraina. Ha rappresentato la nazionale dell'Ucraina ai Giochi olimpici estivi di Atene 2004, Pechino 2008, Londra 2012 e Rio de Janeiro 2016.

## Palmarès
- Campionati mondiali di nuoto

Montréal 2005: bronzo nel trampolino 3 m sincro
- Campionati europei di nuoto / tuffi

Madrid 2004: bronzo nel trampolino 3 m; bronzo nel trampolino 3 m sincro
Budapest 2006: bronzo nel trampolino 3 m sincro
Eindhoven 2008: bronzo nel trampolino 3 m; bronzo nel trampolino 3 m sincro
Budapest 2010: bronzo nel trampolino 3 m; bronzo nel trampolino 3 m sincro
Eindhoven 2012: argento nel team event; argento nel trampolino 3 m sincro; bronzo nel trampolino 3 m
Rostock 2013: argento nel trampolino 3 m sincro
Berlino 2014: bronzo nel trampolino 3 m sincro
Rostock 2015: bronzo nel trampolino 1 m
Kiev 2019: argento nel trampolino 1 m
- Universiadi

Smirne 2005: argento nel trampolino 1 m
Shenzhen 2011: argento nel trampolino 3 m sincro